# 分子腫瘤學
分子腫瘤學（英語：Molecular oncology）是藥物化學和腫瘤學的跨學科的醫學學門，在微觀的分子尺度上研究癌症和腫瘤的化學反應，以及標靶治療的開發與應用。

## 主要分支
分子腫瘤學結合基因組學、計算生物學與醫學影像等多種技術來研究癌症的生物學與臨床表型，鑑定出參與癌症發展的基因。這些基因編碼的蛋白質可以作為化療和其他癌症治療或影像掃描的生物標記。科學家使用一系列技術來驗證各種候選基因在癌症病程中的作用。最終將這些發現轉化為改善癌症患者的治療選擇。

## 基因標靶
當前，許多不同的基因已經被鑑別出可能作為的癌症治療的靶點，當中研究最多的是p53和PTEN基因。這類基因是細胞週期和其他涉及細胞和基因組完整性的主要調節因子。透過停止細胞週期，這些基因確保基因受損的細胞不會將這種損害傳遞給子細胞。此外，p53和PTEN基因可以調節受損細胞死亡的信號，使得受損的細胞走向細胞凋亡。p53和PTEN基因都被歸類為腫瘤抑制基因，因為它們的都參與調控細胞的修復，若其功能受損，細胞將會不受控制地複製，最終發展成癌症，這些基因的突變存在於超過一半的人類癌症。

## 分子腫瘤療法

### 免疫治療
免疫治療是一種具有專一性的治療方法，透過操縱患者的免疫細胞及其基因以產生抗腫瘤反應。人體的免疫系統具有攻擊腫瘤細胞的能力，然而，許多癌細胞表現免疫逃避的特性，使得免疫系統的抗腫瘤能力失去作用。當前已經有許多類型的免疫療法，包括骨髓移植、抗體療法以及對宿主免疫細胞進行各種操作，拾得免疫系統能夠再次靶向和殺死癌細胞。

#### 嵌合抗原受體T細胞
嵌合抗原受體T細胞免疫療法 (Chimeric Antigen Receptor T Cells，CAR-T) 可與細胞激素和檢查點抑制劑結合，是一種免疫基因療法形式。CAR-T透過在患者的天然T細胞上表達嵌合抗原受體，這些受體可辨識表達特定抗原的癌細胞而賦予T細胞靶向癌細胞的能力。通常，T細胞抗原受體不活躍，但當受體辨識出某種癌症抗原時，T細胞的物理結構會發生變化，從而攻擊、破壞癌細胞。這是一種在細胞與分子層面作用的癌症治療方法。
一些調節蛋白已被證實會降低T細胞在體內增殖的能力。為了強化CAR-T治療的功效，臨床上可以阻斷這些檢查點抑制蛋白以提高CAR-T的抗腫瘤免疫反應。CAR-T細胞也可以與細胞激素結合，提高免疫療法的療效。細胞激素是可以作用於自身、鄰近或遠端細胞的信使分子。這些細胞激素的訊息傳遞路徑可用於增強CAR-T抗腫瘤特性。例如，IL-2是一種細胞因子，可作為各種免疫系統細胞如T細胞的生長因子。在基因治療方面，可搭配使用IL-2以增加CAR-T細胞在全身的複製。
CAR-T療法仍有許多進步的空間。首先，癌細胞上表現的目標抗原有時也存在於正常體細胞，這意味著T細胞將可能同時傷害自身的正常細胞。可能的解決方式是在CAR-T細胞上表達兩種不同的抗原受體，使其們更具特異性。此外，CAR-T療法的另一項問題是它可能導致細胞因子風暴，此時免疫系統會釋放過量的促發炎因子，導致噁心和高燒等副作用。

### 基因治療
在過去的幾十年裡，基因治療已成為治療癌症的重要方法之一。基因療法將外源基因序列引入宿主細胞，以改變細胞的蛋白質表達。一種方法是自殺基因療法，透過引入特定基因，其能夠編碼導致細胞死亡的酵素，誘導癌細胞走向死亡。

## 衍伸閱讀
- 腫瘤學
- 藥物化學
- 個人化醫療